# Renazé
Renazé est une commune française, située dans le département de la Mayenne en région Pays de la Loire, peuplée de 2 506 habitants.
La commune fait partie de la province historique de l'Anjou (Haut-Anjou).

## Géographie
La commune est située dans la Mayenne angevine et dans le Haut-Anjou, à une quarantaine de kilomètres de Laval sur l’axe routier Laval – Saint-Nazaire. Elle est frontalière du département de Maine-et-Loire et n'est située qu'à une quinzaine de kilomètres à vol d'oiseau de la commune d'Eancé, dans le département d'Ille-et-Vilaine et la région Bretagne.
Elle est traversée par la route départementale 771.

### Communes limitrophes
| Saint-Saturnin-du-Limet, Congrier         | Saint-Martin-du-Limet | Bouchamps-lès-Craon                |
| Congrier                                  | Renazé                | Bouchamps-lès-Craon, La Boissière  |
| Chazé-Henry (49), La Chapelle-Hullin (49) | Grugé-l'Hôpital (49)  | La Boissière, Grugé-l'Hôpital (49) |

### Climat
Pour des articles plus généraux, voir Climat des Pays de la Loire et Climat de la Mayenne.
En 2010, le climat de la commune est de type climat océanique altéré, selon une étude du CNRS s'appuyant sur une série de données couvrant la période 1971-2000. En 2020, Météo-France publie une typologie des climats de la France métropolitaine dans laquelle la commune est exposée à un climat océanique et est dans la région climatique  Bretagne orientale et méridionale, Pays nantais, Vendée, caractérisée par une faible pluviométrie en été et une bonne insolation.
Pour la période 1971-2000, la température annuelle moyenne est de 11,5 °C, avec une amplitude thermique annuelle de 13,7 °C. Le cumul annuel moyen de précipitations est de 726 mm, avec 12,1 jours de précipitations en janvier et 6,4 jours en juillet. Pour la période 1991-2020, la température moyenne annuelle observée sur la station météorologique de Météo-France la plus proche, « Pouancé_sapc », sur la commune d'Ombrée d'Anjou à 11 km à vol d'oiseau, est de 12,4 °C et le cumul annuel moyen de précipitations est de 724,2 mm,. Pour l'avenir, les paramètres climatiques de la commune estimés pour 2050 selon différents scénarios d'émission de gaz à effet de serre sont consultables sur un site dédié publié par Météo-France en novembre 2022.

## Urbanisme

### Typologie
Au 1er janvier 2024, Renazé est catégorisée bourg rural, selon la nouvelle grille communale de densité à sept niveaux définie par l'Insee en 2022.
Elle appartient à l'unité urbaine de Renazé, une unité urbaine monocommunale constituant une ville isolée,. La commune est en outre hors attraction des villes,.

### Occupation des sols
L'occupation des sols de la commune, telle qu'elle ressort de la base de données européenne d’occupation biophysique des sols Corine Land Cover (CLC), est marquée par l'importance des territoires agricoles (75,8 % en 2018), en diminution par rapport à 1990 (77,4 %). La répartition détaillée en 2018 est la suivante : 
terres arables (33 %), zones agricoles hétérogènes (30,6 %), prairies (12,2 %), zones urbanisées (12,1 %), forêts (8,3 %), zones industrielles ou commerciales et réseaux de communication (2,3 %), milieux à végétation arbustive et/ou herbacée (1,5 %). L'évolution de l’occupation des sols de la commune et de ses infrastructures peut être observée sur les différentes représentations cartographiques du territoire : la carte de Cassini (XVIIIe siècle), la carte d'état-major (1820-1866) et les cartes ou photos aériennes de l'IGN pour la période actuelle (1950 à aujourd'hui).

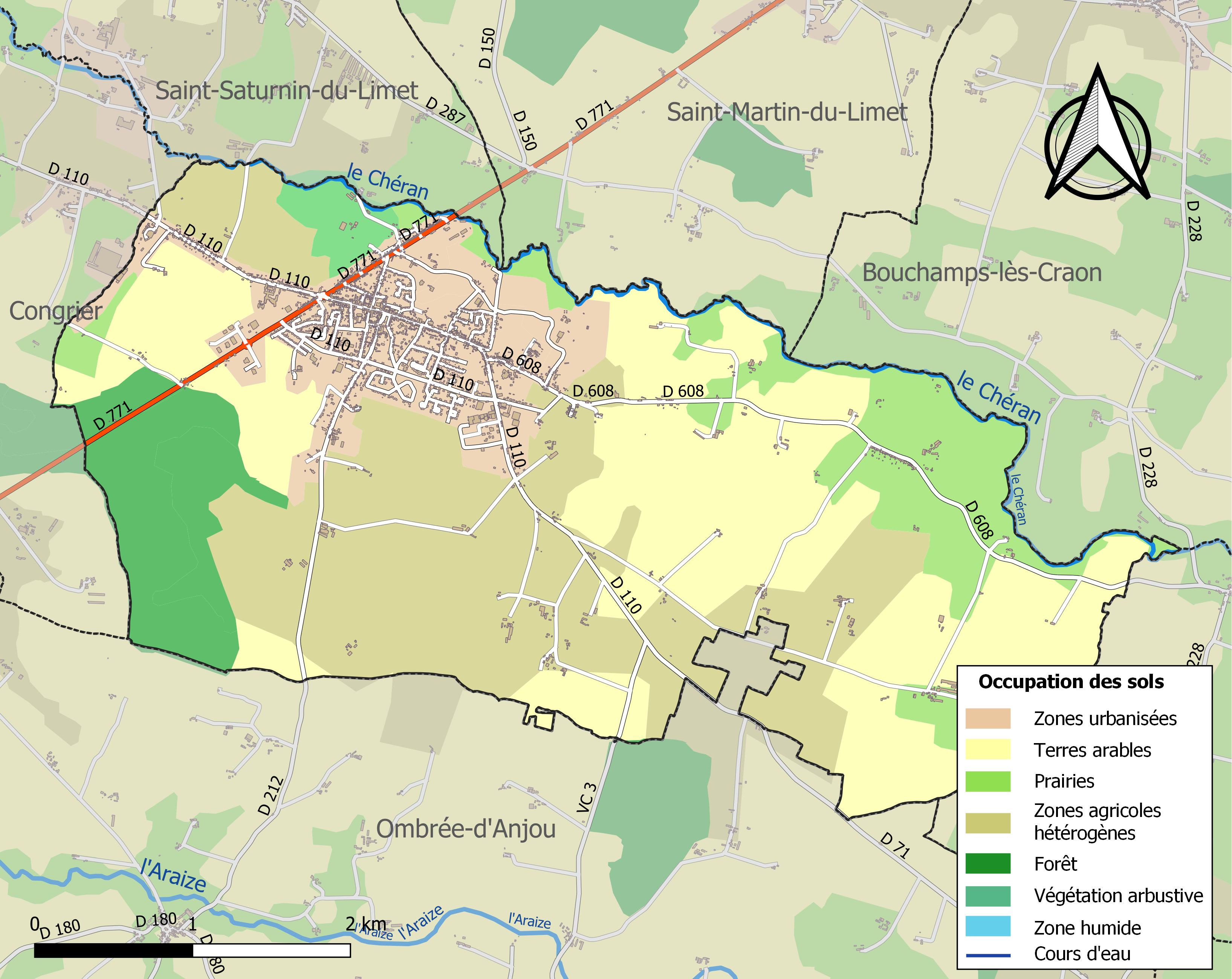
Carte des infrastructures et de l'occupation des sols de la commune en 2018 (CLC).

## Toponymie
Le toponyme serait issu d'un anthroponyme, germanique — tel que Rin-ath, proposé par Charles Rostaing — ou roman — tel que Renatus, selon Ernest Nègre, relayant Marie-Thérèse Morlet.

## Histoire

### Moyen Âge
Selon une légende, au VIe siècle, la fiancée du jeune comte d'Anjou Licinius, ami de Chilpéric Ier, roi des Francs, meurt, frappée par la peste. Désespéré, il devient moine puis évêque. Seigneur de Trélazé et de Renazé, il emploie charitablement les pauvres à extraire la pierre d'ardoise et a le premier l'idée de s'en servir pour recouvrir les toitures. Cette découverte lui vaut d'être proclamé, plus tard, saint patron des ardoisiers, sous le nom de saint Lézin d'Angers.

### Ancien Régime
À partir du XVe siècle, Renazé est un haut lieu de l'industrie ardoisière.
En 1562, au début des guerres de religion, Guy Lailler, seigneur huguenot du château de la Chesnaie en Saint-Martin-du-Limet, ravit le château de Craon aux catholiques. On le surnomme « le roi de Craon ». Il possède le château de Renazé et sa forêt de Lourzais. Il est tué en duel le 31 mars 1579 par son pupille René de Rieux (1548-1628), à l'âge de quatre-vingts ans.
Les seigneurs de la Chesnaie, seigneurs de la paroisse de Renazé, possédaient, près de leur église, une maison importante reliée à leur château par un souterrain.
Renazé passe par la suite aux mains de la famille d'Andigné.

### Révolution française
Le 21 mars 1793, Joseph Fouché, en mission en Mayenne, indiqua que Renazé était l'une des communes où l'on emprisonne les gens sans aucun soupçon.
Le 30 juin 1799, les Chouans font promettre au curé constitutionnel de ne plus dire la messe.

### Second Empire
En 1850, Renazé comptait 300 ouvriers.
Le 11 juin 1856, l'empereur Napoléon III vient au bourg à pied, de la grand route où les habitants, à genoux, lui avaient barré le chemin.

### Troisième République
De 1880 à 1900, la population de la commune passa de 2 253 à 3 564 habitants, dont 1 500 ouvriers en 1900, cette progression remarquable étant due à l'amélioration des méthodes d'exploitation et au fait que l'ardoise de Renazé était considérée comme étant de la meilleure qualité.

## Politique et administration

### Tendances politiques et résultats
Le dimanche 15 mars 2020, la liste "Tous unis pour l'avenir de Renazé" est élue avec 63% des suffrages exprimés.

### Administration municipale
Le conseil municipal est composé de vingt-trois membres dont le maire et cinq adjoints.
| Période         | Période                     | Identité                           | Étiquette    | Qualité |
| --------------- | --------------------------- | ---------------------------------- | ------------ | --- |
| 1791            | 1793                        | Georges Pres Aubert                |              | |
| 1793            | 1795                        | Jean Cadot                         |              | |
| 1796            | 1800                        | François Camin                     |              | |
| 1800            | 1816                        | Jean Cadot                         |              | |
| 1816            | 1821                        | Jean Cadot fils                    |              | |
| 1821            | 1832                        | Julien Taugourd                    |              | |
| 1832            | 1840                        | Jean Robin                         |              | |
| 1840            | 1853                        | Joseph Préaubert                   |              | |
| 1854            | 1858                        | Pierre Fremont                     |              | |
| 1858            | 1865                        | Joseph Préaubert                   |              | |
| 1865            | 1873                        | Hyacinthe Guerif                   |              | |
| 1873            | 1876                        | Fiacre Bourdais                    |              | |
| 1876            | 1878                        | Victor Fourcault                   |              | Administrateur des Ardoisières de l'Anjou |
| 1878            | 1888                        | Germain Préaubert                  |              | |
| 1888            | 1918                        | Maurice Fourcault                  |              | |
| 1919            | mai 1925                    | Victor Jallot                      | URD          | Médecin Conseiller général de Saint-Aignan-sur-Roë (1914 → 1940)                                                                                                 |
| mai 1925        | 1927                        | Jules Beurrier                     | Socialiste   | |
| 1927            | mai 1929                    | Pierre Gémin                       | Socialiste   | Syndicaliste ardoisier |
| mai 1929        | mai 1935                    | Victor Jallot                      | URD          | Médecin Conseiller général de Saint-Aignan-sur-Roë (1914 → 1940)                                                                                                 |
| mai 1935        | mai 1936 (décès)            | Pierre Gémin                       | Socialiste   | Syndicaliste ardoisier |
| 1936            | 1944                        | Fernand Cointet                    |              | |
| 1944            | 1951                        | Ferdinand Planchenault (1886-1973) |              | Ancien ouvrier aux ardoisières, syndicaliste CGT |
| octobre 1951    | mars 1965                   | Édouard Paillard                   |              | Cultivateur Élu à la suite d'une élection municipale partielle                                                                                                   |
| mars 1965       | mars 1977                   | Henri Houdou                       | SFIO puis PS | Directeur de collège public |
| mars 1977       | juin 1995                   | Daniel Houdin                      | PS           | Directeur d'école publique Vice-président du District urbain de Saint-Aignan-Renazé                                                                              |
| juin 1995       | mars 2008                   | Richard Flament                    | RPR puis UMP | Médecin |
| mars 2008       | 10 janvier 2025 (démission) | Patrick Gaultier                   | PS-DVG       | Agriculteur Premier adjoint au maire (2025 → ) Président de la CC de Saint-Aignan - Renazé (avril → déc. 2014) Président de la CC du Pays de Craon (2015 → 2020) |
| 21 février 2025 | En cours                    | Dorinne Baloche                    |              | Cadre de santé Vice-présidente de la CC du Pays de Craon (2020 → ) Maire par intérim du 10 janvier au 21 février 2025                                            |

## Population et société

### Démographie

#### Évolution démographique
L'évolution du nombre d'habitants est connue à travers les recensements de la population effectués dans la commune depuis 1793. Pour les communes de moins de 10 000 habitants, une enquête de recensement portant sur toute la population est réalisée tous les cinq ans, les populations de référence des années intermédiaires étant quant à elles estimées par interpolation ou extrapolation. Pour la commune, le premier recensement exhaustif entrant dans le cadre du nouveau dispositif a été réalisé en 2005.
En 2022, la commune comptait 2 506 habitants, en évolution de −0,91 % par rapport à 2016 (Mayenne : −0,73 %, France hors Mayotte : +2,11 %).
Le maximum de la population a été atteint en 1901 avec 3 564 habitants.
| 1793 | 1800 | 1806 | 1821 | 1831 | 1836  | 1841  | 1846  | 1851  |
| ---- | ---- | ---- | ---- | ---- | ----- | ----- | ----- | ----- |
| 660  | 475  | 664  | 851  | 958  | 1 032 | 1 104 | 1 192 | 1 256 |

| 1856  | 1861  | 1866  | 1872  | 1876  | 1881  | 1886  | 1891  | 1896  |
| ----- | ----- | ----- | ----- | ----- | ----- | ----- | ----- | ----- |
| 1 295 | 1 521 | 1 793 | 1 965 | 2 253 | 2 913 | 3 195 | 3 093 | 3 549 |

| 1901  | 1906  | 1911  | 1921  | 1926  | 1931  | 1936  | 1946  | 1954  |
| ----- | ----- | ----- | ----- | ----- | ----- | ----- | ----- | ----- |
| 3 564 | 3 263 | 3 004 | 2 848 | 3 212 | 3 162 | 2 905 | 2 811 | 2 921 |

| 1962  | 1968  | 1975  | 1982  | 1990  | 1999  | 2005  | 2006  | 2010  |
| ----- | ----- | ----- | ----- | ----- | ----- | ----- | ----- | ----- |
| 3 012 | 3 007 | 2 913 | 2 881 | 2 860 | 2 791 | 2 701 | 2 710 | 2 671 |

| 2015  | 2020  | 2022  | - | - | - | - | - | - |
| ----- | ----- | ----- | - | - | - | - | - | - |
| 2 529 | 2 521 | 2 506 | - | - | - | - | - | - |

#### Pyramide des âges
La population de la commune est relativement âgée.
En 2018, le taux de personnes d'un âge inférieur à 30 ans s'élève à 26,9 %, soit en dessous de la moyenne départementale (34,5 %). À l'inverse, le taux de personnes d'âge supérieur à 60 ans est de 40,8 % la même année, alors qu'il est de 28,3 % au niveau départemental.
En 2018, la commune comptait 1 218 hommes pour 1 319 femmes, soit un taux de 51,99 % de femmes, légèrement supérieur au taux départemental (50,71 %).
Les pyramides des âges de la commune et du département s'établissent comme suit.
| Hommes | Classe d’âge | Femmes |
| ------ | ------------ | ------ |
| 1,9    | 90 ou +      | 6,0    |
| 11,4   | 75-89 ans    | 15,6   |
| 23,4   | 60-74 ans    | 23,0   |
| 18,1   | 45-59 ans    | 19,5   |
| 14,0   | 30-44 ans    | 12,9   |
| 13,4   | 15-29 ans    | 9,6    |
| 17,8   | 0-14 ans     | 13,4   |

| Hommes | Classe d’âge | Femmes |
| ------ | ------------ | ------ |
| 1,1    | 90 ou +      | 2,5    |
| 8      | 75-89 ans    | 10,6   |
| 17,7   | 60-74 ans    | 18,4   |
| 20,3   | 45-59 ans    | 19,4   |
| 17,3   | 30-44 ans    | 16,6   |
| 16,9   | 15-29 ans    | 14,9   |
| 18,8   | 0-14 ans     | 17,6   |

## Activité, labels et manifestations
Renazé propose plusieurs activités culturelles et sportives pour les jeunes comme les moins jeunes. Un conseil municipal des jeunes (CMJ) prend part à la société et au projet de la commune.

### Sports
L'Union sportive renazéenne fait évoluer trois équipes de football en divisions de district.
Renazé a été ville d'arrivée de la 9e étape du Tour de France 1987, remportée par Adrie van der Poel.

### Jumelages
- Kirchheim (Allemagne) depuis 1997.

## Lieux et monuments
Le musée de l'ardoise de Renazé est consacré à l'histoire de l'exploitation du schiste ardoisier à Renazé, pendant cinq siècles. Il expose le travail d'extraction du schiste, de taille des blocs, un puits et la salle des machines, la carrière à ciel ouvert telle qu'elle était aux XVIIIe et XIXe siècles, et une maison de mineur. Les géologies locale (Haut-Anjou : Noyant-la-Gravoyère), régionale (Basses vallées de l'Anjou : Trélazé) et nationale sont expliquées, le gisement de Renazé étant lié au Massif armoricain.

Les chevalements de Renazé.
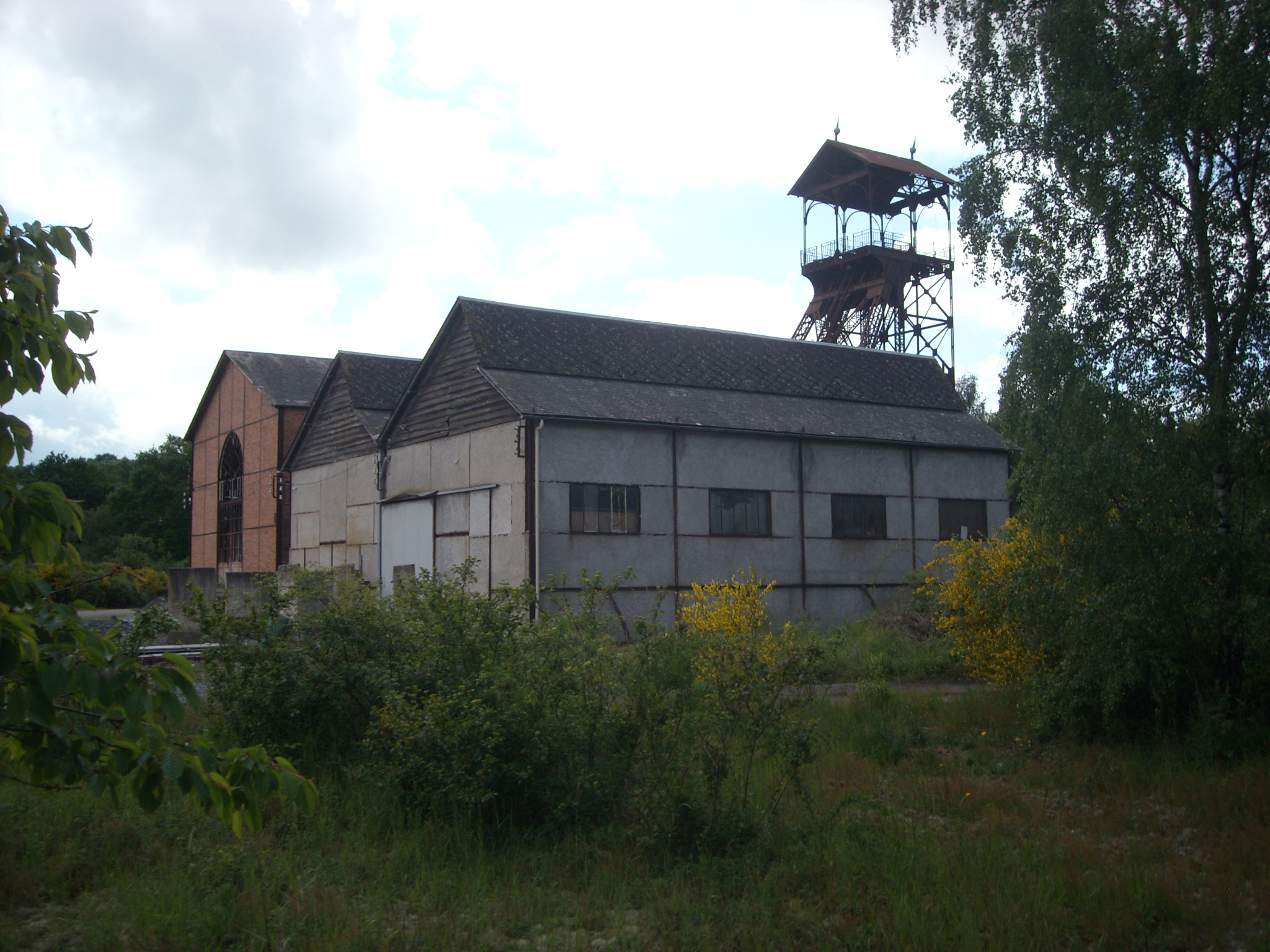
L'ardoisière Saint-Aignan.
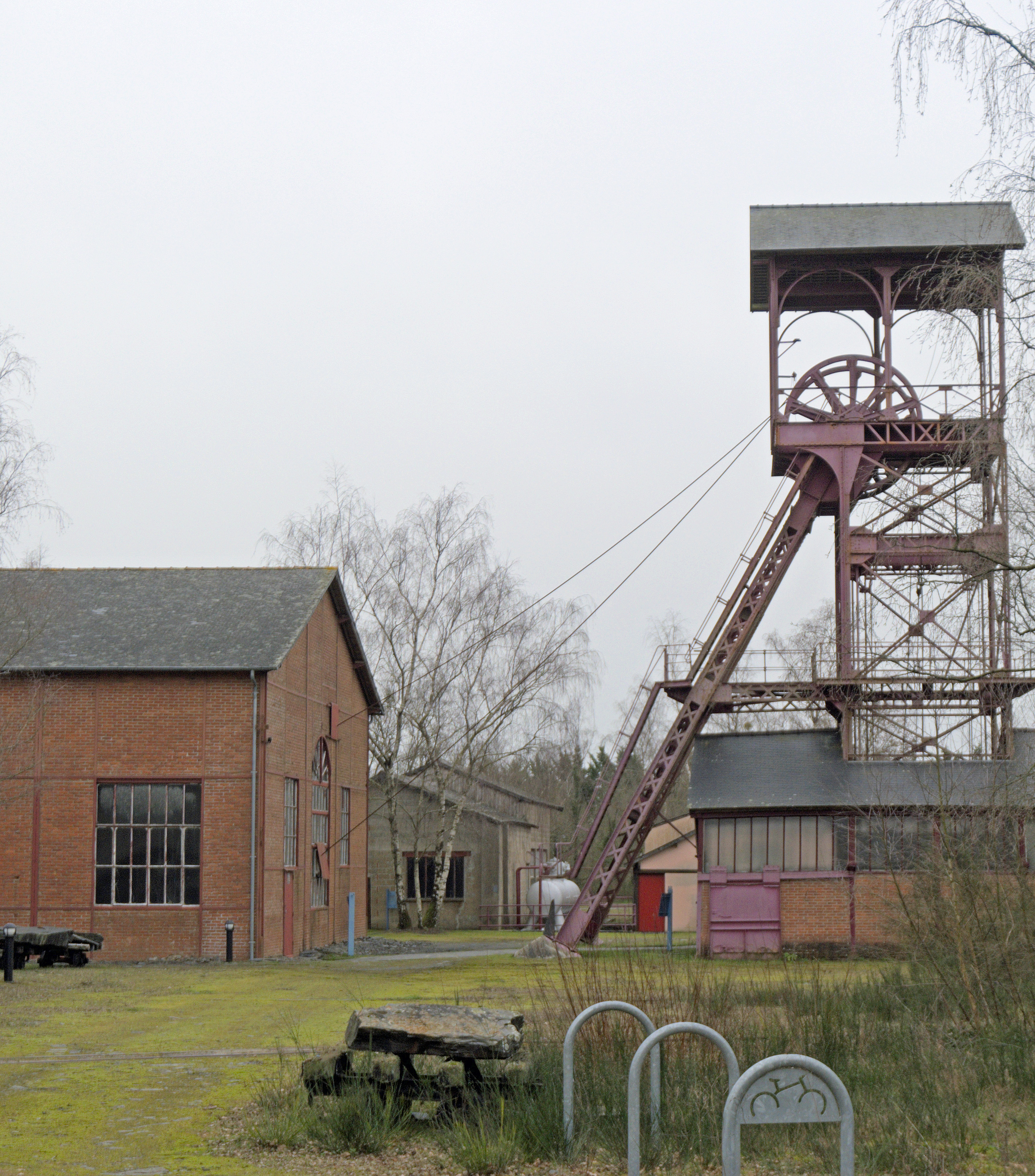
Puits de Longchamps.
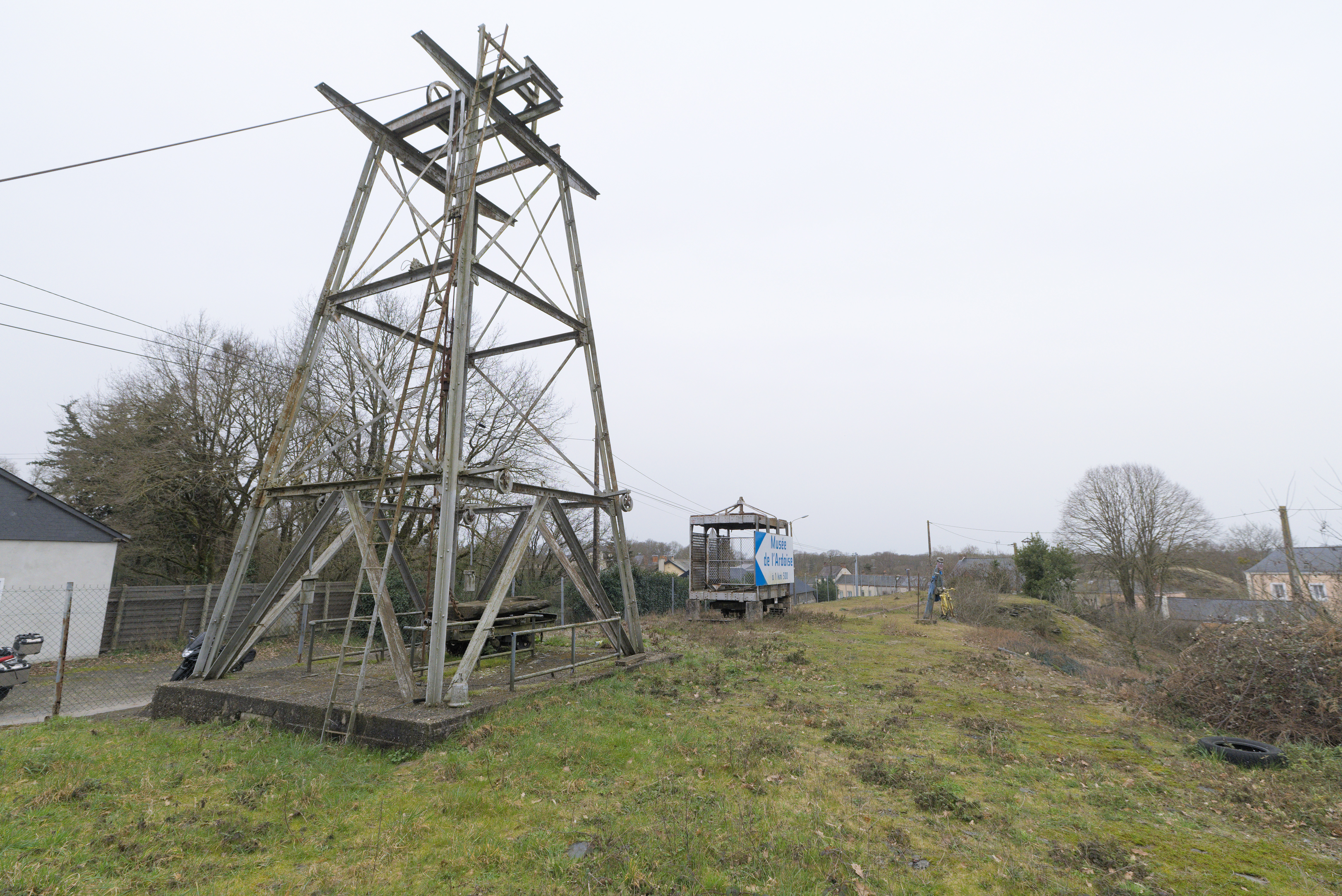
Puits de Laubinière.

L'église Saint-Augustin est du XXe siècle.
Le kiosque à musique est un lieu de rassemblement faisant partie du patrimoine local. La première pierre du kiosque de Renazé (Mayenne) est scellée le 26 août 1928, le jour du cinquantenaire de la Lyre renazéenne et inauguré en avril 1929. Il est édifié par souscription publique avec le concours de l’harmonie du cercle Saint-Augustin et toutes les sociétés locales. Chaque vendredi matin, la place de l’Europe s’anime autour du marché hebdomadaire prêt du kiosque.
Les anciennes voies ferrées de la Mayenne sont aménagées en 2008 aux randonneurs pédestres, cyclos et équestres qui bénéficient ainsi de la voie verte Renazé - Laval, soit 46,5 km.
Le vélodrome est baptisté « Marc-et-Yvon-Madiot » en honneur aux figures du cyclisme français originaires de Renazé. La première association sportive de Renazé fut le Véloce-club renazéen, créé en 1899. En 1936, le Vélo-sport renazéen finance avec une loterie la réalisation du vélodrome. « Il a été construit par les ardoisiers, c’est une création ouvrière, une pièce du patrimoine renazéen ». Il est rénové à plusieurs occasions notamment en 2014. La piste qui auparavant était de 350 m, a été ramenée à 250 m, distance homologuée par la Fédération française de cyclisme.

## Personnalités liées à la commune
- Lucienne Moreau (1933-2022), comédienne née à Renazé.
- Marc Madiot (né en 1959 à Renazé), cycliste professionnel de 1980 à 1994, manager sportif de l'équipe cycliste Groupama-FDJ depuis 1997.
- Yvon Madiot (né en 1962 à Renazé), cycliste professionnel, directeur sportif de l'équipe cycliste Groupama-FDJ depuis 1997.

## Héraldique
| Blason de Renazé | Blason  | D'argent à trois aigles de gueules, becquées et membrées d'azur. Ornements extérieursEn forme de cartouche, entouré de volutes et de feuillages d'ornement, sommé d'une couronne de marquis. Devise / Cri« aquila non capit muscas » (l'aigle n'attrape pas les mouches). |
| Blason de Renazé | Détails | Ces armoiries sont celles de la famille d'Andigné, et furent apposées sur une cloche de l'église de Renazé nommée en 1766 par René Gabriel Louis d'Andigné, seigneur de Renazé, et par sa sœur Charlotte. Le statut officiel du blason reste à déterminer.                |